# 이스라엘 야구 리그

이스라엘 야구 리그(Israel Baseball League, IBL)은 2007년 창설되어 2008년까지 진행되온 이스라엘의 프로야구 리그이다. 최근에는 프로형태에서 세미프로형태로 부활하여 2017년 오는 WBC대회 전까지 프로설립을 목표로 두고있다.

## 팀
| 팀                     | 연고지       |
| ---------------------- | ------------ |
| 베이트셰메시 블루 삭스 | 베이트셰메시 |
| 모디인 미라클          | 모디인       |
| 페타티크바 피오니어스  | 페타티크바   |
| 네타냐 타이거즈        | 네타냐       |
| 라아나나 익스프레스    | 라아나나     |
| 텔아비브 라이트닝      | 텔아비브     |

## 같이 보기
- 이스라엘 야구 국가대표팀